# Puerto Baquerizo Moreno
Puerto Baquerizo Moreno é a capital e principal cidade do arquipélago de Galápagos, pertencente ao Equador. Situa-se na costa sudoeste da ilha de San Cristóbal.
Segundo o Censo de 2010, tinha uma população de 6.672 habitantes. O nome da cidade homenageia o ex-presidente equatoriano Alfredo Baquerizo (1859–1951), que foi o primeiro chefe de Estado a visitá-la, em 1916.

## Galeria de imagens

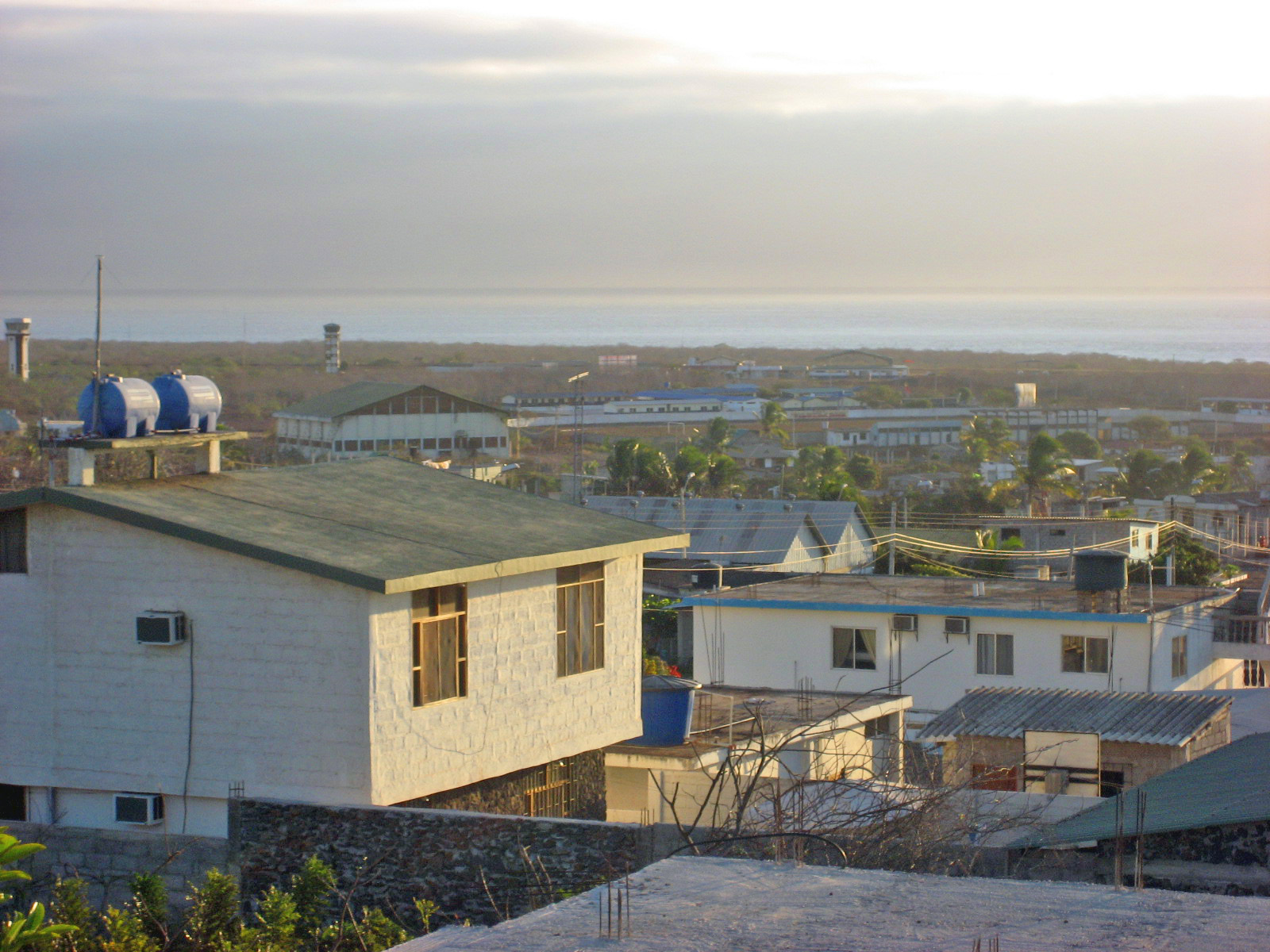
Vista da cidade
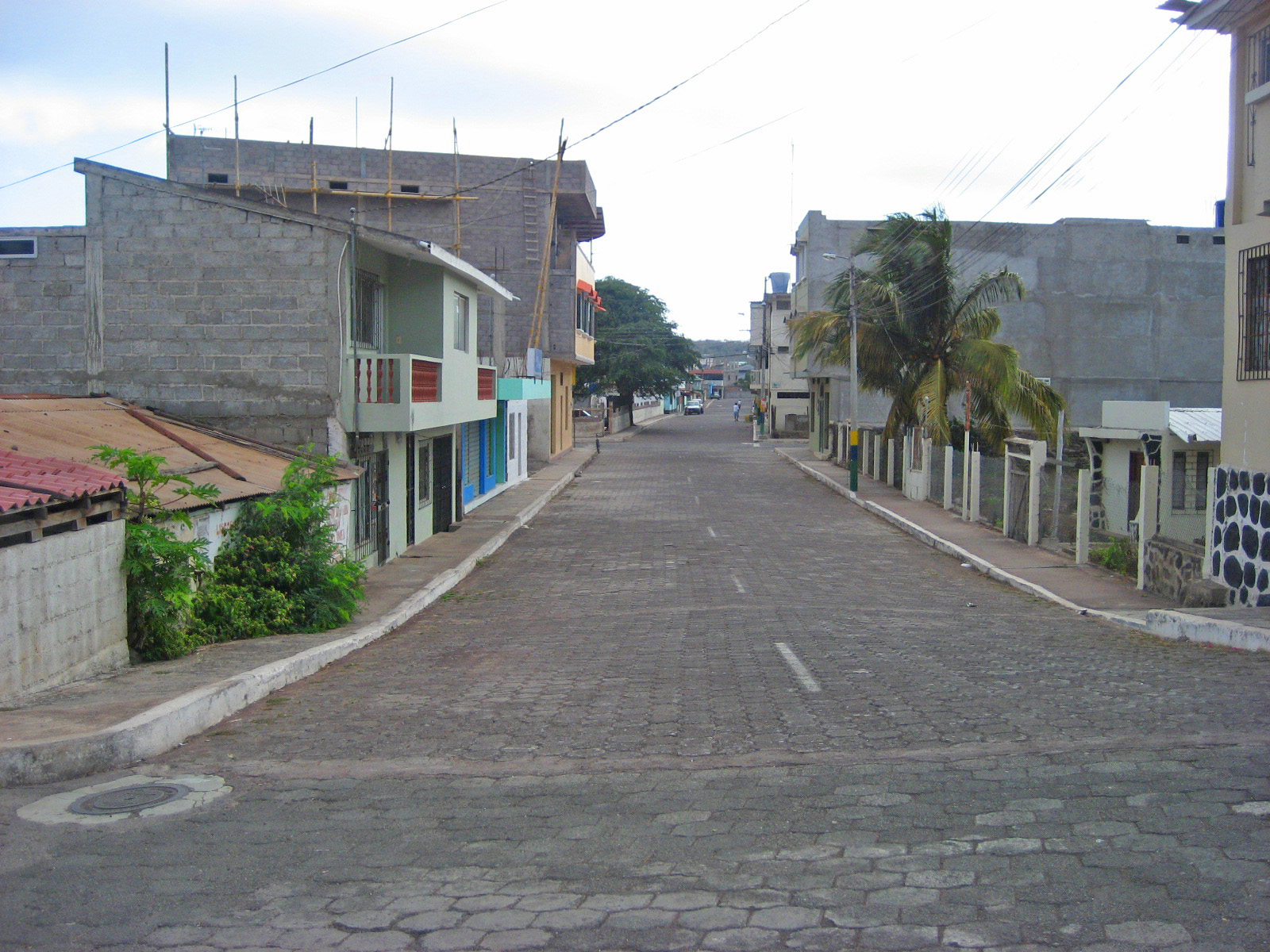
Rua em Puerto Baquerizo Moreno
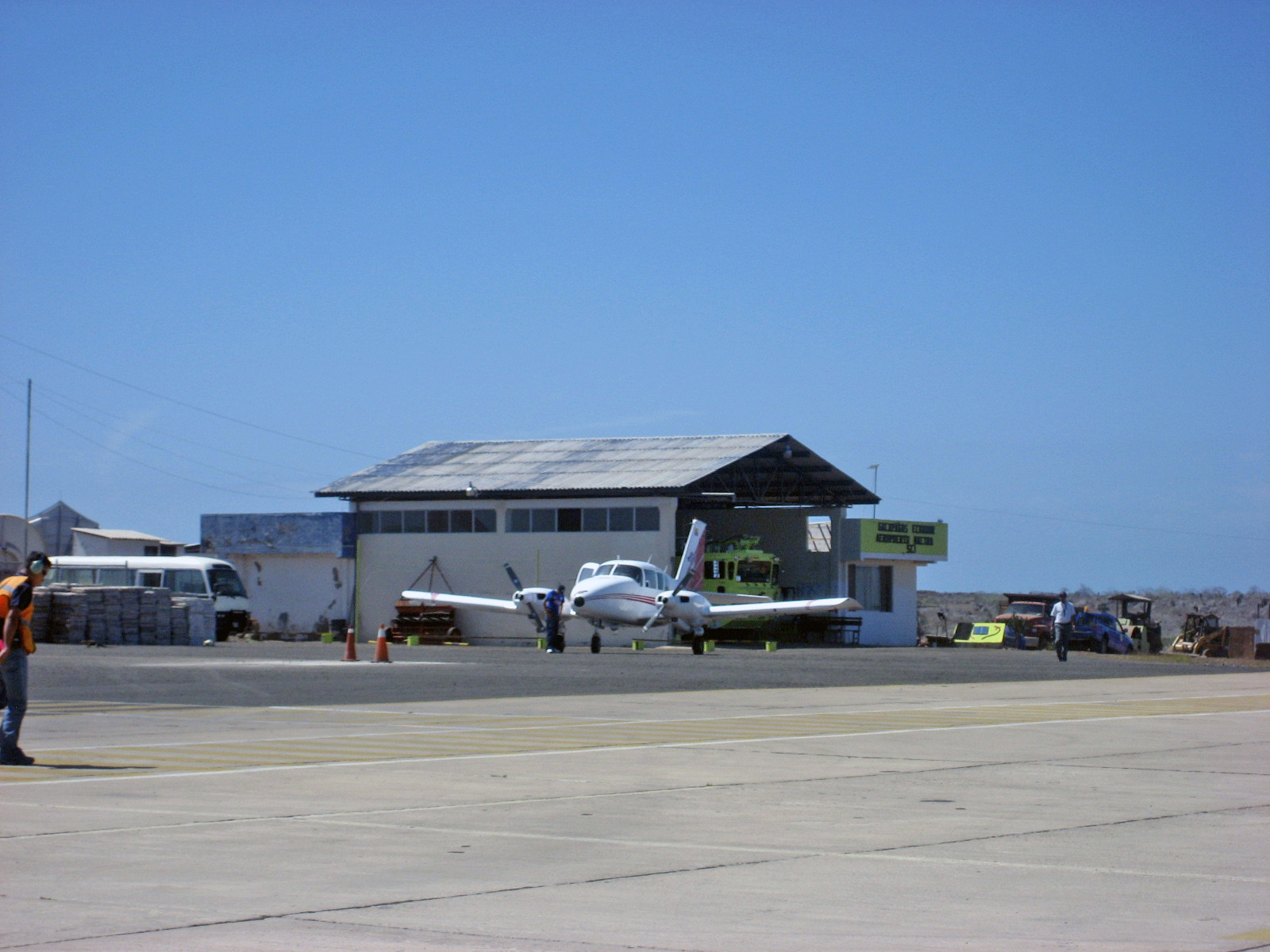
Aeroporto de San Cristóbal